# Трубчанинов, Виктор Иванович
Виктор Иванович Трубчанинов ( 1 августа 1949, город Горловка, ныне Донецкой области) — советский и украинский график. Член Национального союза художников Украины от 1984 года. Заслуженный художник Украины (2009).

## Биографические сведения
С 1964 по 1968 год учился в Луганском государственном художественном училище.
В 1974 году окончил Киевский художественный институт (ныне НАОМА — Национальная академия изобразительного искусства и архитектуры). Педагог по профессии — Пузырьков.
18 августа 2009 года присвоено звание «Заслуженный художник Украины» — за значительный личный вклад в социально-экономическое, культурное развитие Украинского государства, весомые трудовые достижения и по случаю 18-й годовщины независимости Украины .

## Основные работы
- «Орнитолог» (1980),
- «Солнечный день» (1984),
- Серия «Паноптикум» (1992-1995),
- Серия «Бансаи» (1992-1995),
- Серия «Ню» (1994).